# Serna
Serna, en su uso señorial equivale generalmente a jornal o día de trabajo tributado por el vasallo a su señor. El término es usado principalmente en Castilla y es equivalente a la corvea, más utilizada en los  casianos.
Las sernas del rey, conocidas como hacendera, eran una prestación de servicio al rey cultivándole sus tierras o ayudándole a recoger el fruto en lugar de darle granos, carne y vino. 
La serna, reserva señorial o terra indominicata, se correspondía con la extensión de cultivo explotada directamente por el señor.

## Presencia en fueros
El fuero de Quintanilla de Onsoña, 1292, del hospital de Don Gonzalo (Carrión de los Condes), establecía las condiciones en las que se debía prestar serna: 

"E el dia que fueredes a la serna, que vos den almuerzo pan e viño, e a yantar pan e viño e conducho."

 (Apuntes para la historia de la formación social de los españoles).

## Apellido
El apellido es originario de los municipios españoles de Montorio y Valderredible .